# 20 محرم
- السبت
- الأحد
- الاثنين
- الثلاثاء
- الأربعاء
- الخميس
- الجمعة

- 306 يوليو 2024
- 17 يوليو 2024
- 28 يوليو 2024
- 39 يوليو 2024
- 410 يوليو 2024
- 511 يوليو 2024
- 612 يوليو 2024
- 713 يوليو 2024
- 814 يوليو 2024
- 915 يوليو 2024
- 1016 يوليو 2024
- 1117 يوليو 2024
- 1218 يوليو 2024
- 1319 يوليو 2024
- 1420 يوليو 2024
- 1521 يوليو 2024
- 1622 يوليو 2024
- 1723 يوليو 2024
- 1824 يوليو 2024
- 1925 يوليو 2024
- 2026 يوليو 2024
- 2127 يوليو 2024
- 2228 يوليو 2024
- 2329 يوليو 2024
- 2430 يوليو 2024
- 2531 يوليو 2024
- 261 أغسطس 2024
- 272 أغسطس 2024
- 283 أغسطس 2024
- 294 أغسطس 2024
- 15 أغسطس 2024
- 26 أغسطس 2024
- 37 أغسطس 2024
- 48 أغسطس 2024
- 59 أغسطس 2024

20 المُحرَّم أو 20 المُحرَّم الحَرام أو يوم 20 \ 1 (اليوم العُشرون من الشهر الأوَّل) هو اليوم العُشرون من أيَّام السنة وفق التقويم الهجري القمري (العربي). يبقى بعده 334 أو 335 يومًا لانتهاء السنة.

## أحداث
- 857 هـ - السلطان الظاهر جقمق يتكلم مع بعض خواصه في خلع نفسه من السلطنة، وسلطنة ولده المقام الفخري عثمان في حياته.
- 815 هـ- الأمراء الخارجون على الناصر فرج بن برقوق يقفون شرقي دمشق وقبليه محاصرين للناصر فرج، ثم يكرون راجعين وينزلون ناحية القنوات.
- 872 هـ - وصول الحاج الرجبي، وعظيم من كان فيه زين الدين بن مزهر كاتب السر وأمير حاج الركب الأول سيباي، إلى بركة الحاج معاً، بعد أن قاست الحجاج أهوالاً وشدائد من عدم الميرة والعلوفة وقلة الظهر.
- 915 هـ - المستكشف كريستوفر كولومبوس يقوم بالرحلة الأخيرة عبر المحيط الهادي.
- 942 هـ - الإسبان بقيادة الملك كارلوس الخامس يسيطرون على مدينة تونس، ويرتكبون فيها مذبحة رهيبة راح ضحيتها 30 ألف شخص، واستعباد عشرة آلاف امرأة وطفل، وإحراق عشرات الآلاف من الكتب والمخطوطات النادرة، وهدم عدد من المساجد والمدارس والقبور.
- 1079 هـ - العثمانيون يبدأون حرب كاندية لفتح إقريطش (كريت).
- 1246 هـ - استسلام مدينة الجزائر للقوات الفرنسية.
- 1274 هـ - صدور أول دستور مدني في العالم الإسلامي وهو عهد الأمان في تونس.
- 1276 هـ - توحيد إمارتي الأفلاق والبغدان الرومانيتين العثمانيتين.
- 1299 هـ - دعوة أول مجلس نيابي مصري للانعقاد.
- 1314 هـ - صدور قانون تطوير الأزهر في عهد الخديوي عباس حلمي الثاني.
- 1393 هـ - تأسيس جامعة قطر.
- 1401 هـ - مؤتمر القمة العربي المنعقد في عمّان يقرر قطع العلاقات مع أي دولة تعترف بالقدس عاصمة لإسرائيل أو تنقل سفارتها إليها.
- 1425 هـ - انفجار في قطار إسباني في مدريد يودي بحياة 190 شخص وإصابة 1800، وهو من أسوأ الأعمال الإرهابية التي أصابت إسبانيا، وتحملت ما يسمى «كتائب أبي الحفص المصري» مسؤولية التفجير في رسالة إلكترونية إلى جريدة القدس العربي، ووجدت الشرطة تسجيل «لأبو دجانة الأفغاني» قريبًا من مكان الانفجار.
- 1426 هـ - رئيس الوزراء اللبناني عمر كرامي يقدم استقالته تحت ضغط مظاهرات الشارع بعد اغتيال رئيس الوزراء الأسبق رفيق الحريري، وقد أعلن عن الاستقالة في كلمة له في مجلس النواب.
- 1433 هـ - إنزال العلم الأمريكي في العراق إيذانًا بانتهاء الوجود الأمريكي فيه والذي استمر قرابة تسعة أعوام وذلك بحضور وزير الدفاع الأمريكي ليون بانيتا.

## مواليد
- 546 هـ - العاضد لدين الله، آخر الخُلفاء الفاطميين.
- 1332 هـ - محمد جمال الهاشمي، عالم مسلم وكاتب وشاعر عراقي.
- 1349 هـ - عائشة بنت محمد الخامس، أميرة علوية من الأسرة المالكة في المغرب.
- 1355 هـ - أمينة رشيد، ممثلة مغربية.
- 1362 هـ - سعاد حسني، ممثلة مصرية.
- 1363 هـ - محمد نجم، ممثل مصري.
- 1364 هـ - سهير زكي، راقصة شرقية وممثلة مصرية.
- 1368 هـ - ميشال سليمان، رئيس الجمهورية اللبنانية الثاني عشر.
- 1370 هـ - زها حديد، معمارية بريطانية \ عراقية.
- 1376 هـ - جمال المراكبي، داعية مصري.
- 1385 هـ - علي حميدة، مغني مصري.
- 1398 هـ -
  - شهاب جوهر، ممثل كويتي.
  - ليلى محمد علي، ملاكمة أمريكية.
- 1402 هـ - فاطمة الصفي، ممثلة كويتية.
- 1415 هـ - الحسين بن عبد الله الثاني، ولي العهد في المملكة الأردنية الهاشمية.

## وفيات
- 628 هـ - ابن أبي السعادات الموصلي، عالم مسلم وكاتب وشاعر عربي عراقي.
- 683 هـ - مجد الدين ابن بلدجي، محدث وفقيه عراقي.
- 1051 هـ - محمد بن أحمد العياشي، مجاهد مغربي.
- 1409 هـ - عبد القادر أحمد الحداد، شاعر ومدرس سوري.
- 1412 هـ - يوسف إدريس، كاتب مصري.
- 1427 هـ - سر الختم الخليفة، رئيس وزراء السودان.
- 1434 هـ - رجب الماجري، شاعر ليبي.

## وصلات خارجية
- موقع قصة الإسلام: حدث في شهر محرم.